# 他拉斯汀
他拉斯汀（商品名：Ahanon）是一种含氮有机化合物，分子式C19H21N3O，可作为抗組織胺藥，可由4-苄基苯甲酸为原料合成。